# Wasilij Roczew (ur. 1980)
Wasilij Wasiljewicz Roczew (ros. Василий Васильевич Рочев, ur. 23 października 1980 w Syktywkarze) – rosyjski biegacz narciarski, brązowy medalista olimpijski, czterokrotny medalista mistrzostw świata i dwukrotny medalista mistrzostw świata juniorów.

## Kariera
Po raz pierwszy na arenie międzynarodowej Wasilij Roczew pojawił się w 2000 roku podczas mistrzostw świata juniorów w Štrbskim Plesie, gdzie zdobył srebrny medal na dystansie 30 km techniką klasyczną i złoty medal w sztafecie. Był to jego jedyny start na imprezie tego cyklu.
W Pucharze Świata zadebiutował 28 lutego 2000 roku w Sztokholmie, zajmując trzynaste miejsce w sprincie klasykiem. Tym samym już w swoim debiucie zdobył pierwsze pucharowe punkty. Siedmiokrotnie stawał na podium zawodów PŚ. Pierwszy raz dokonał tego 30 listopada 2002 roku w Ruce wygrywając bieg na 15 km klasykiem. W tej samej konkurencji był ponadto trzeci 20 listopada 2004 roku w Gällivare, drugi osiem dni później w Ruce oraz pierwszy 7 stycznia 2006 roku w Otepää. Ponadto trzykrotnie plasował się na podium w sprincie stylem klasycznym: 8 stycznia w Otepää i 22 stycznia 2006 roku w Oberstdorfie był trzeci, a 28 stycznia 2007 roku w Otepää zajął drugie miejsce. Najlepsze wyniki osiągnął w sezonie 2005/2006, kiedy to zajął szóste miejsce w klasyfikacji generalnej.
W 2001 roku brał udział w mistrzostwach świata w Lahti zajmując 21. miejsce w biegu łączonym, a w biegu na 15 km klasykiem uplasował się trzy pozycje niżej. Na rozgrywanych rok później igrzyskach olimpijskich w Salt Lake City zajął 25. miejsce w biegu na 15 km techniką klasyczną, a w sprincie stylem dowolnym zajął 28. miejsce. Podczas mistrzostw świata w Val di Fiemme w 2003 roku był między innymi czwarty w sztafecie i siódmy w sprincie stylem dowolnym. Pierwsze medale wywalczył podczas mistrzostw świata w Oberstdorfie w 2005 roku, gdzie był najlepszy w sprincie stylem klasycznym, a wspólnie z Witalijem Dienisowem, Siergiejem Nowikowem i Andriejem Nutrichinem zdobył brązowy medal w sztafecie. Medal przywiózł także z igrzysk olimpijskich w Turynie w 2006 roku, gdzie wraz z Iwanem Ałypowem zdobył brązowy medal w sprincie drużynowym. Na tych samych igrzyskach był też między innymi czwarty w biegu na 15 km klasykiem, ale walkę o podium przegrał z Niemcem Tobiasem Angererem o 3,9 sekundy. Ostatnie sukcesy osiągnął na rozgrywanych w 2007 roku mistrzostwach świata w Sapporo, gdzie został wicemistrzem świata w sprincie drużynowym i sztafecie. W pierwszym przypadku Roczew biegł w parze z Nikołajem Moriłowem, a w drugim z Jewgienijem Diemientjewem, Nikołajem Pankratowem oraz Aleksandrem Legkowem. Rosjanin brał także udział w mistrzostwach świata w Libercu w 2009 roku, gdzie razem z kolegami zajął drugie miejsce w sztafecie, jednak drużyna rosyjska została zdyskwalifikowana za doping. W startach indywidualnych zajął tam jedenaste miejsce w sprincie stylem dowolnym oraz dziewiętnaste na dystansie 15 km stylem klasycznym.
Pochodzi z rodziny o tradycjach sportowych. Biegi narciarskie uprawiali także jego rodzice: Wasilij Roczew i Nina Roczewa, siostra Olga Szczuczkina, szwagierka Olga Roczewa oraz żona Julija Czepałowa.

## Osiągnięcia

### Igrzyska olimpijskie
| Miejsce | Dzień     | Rok  | Miejscowość    | Konkurencja                        | Czas biegu | Strata  | Zwycięzca        |
| ------- | --------- | ---- | -------------- | ---------------------------------- | ---------- | ------- | ---------------- |
| 25.     | 12 lutego | 2002 | Salt Lake City | 15 km stylem klasycznym            | 37:07,4    | +2:33,7 | Andrus Veerpalu  |
| 28.     | 19 lutego | 2002 | Salt Lake City | Sprint stylem dowolnym             | 2:56,9     | -       | Tor Arne Hetland |
| 3.      | 14 lutego | 2006 | Turyn          | Sprint drużynowy stylem klasycznym | 17:02,9    | +2,3    | Szwecja          |
| 4.      | 17 lutego | 2006 | Turyn          | 15 km stylem klasycznym            | 38:01,3    | +23,1   | Andrus Veerpalu  |
| 6.      | 19 lutego | 2006 | Turyn          | Sztafeta 4 × 10 km                 | 1:43:45,7  | +1:24,2 | Włochy           |
| 11.     | 22 lutego | 2006 | Turyn          | Sprint stylem dowolnym             | 2:19,6     | -       | Björn Lind       |

### Mistrzostwa świata
| Miejsce | Dzień     | Rok  | Miejscowość   | Konkurencja                      | Czas biegu | Strata  | Zwycięzca             |
| ------- | --------- | ---- | ------------- | -------------------------------- | ---------- | ------- | --------------------- |
| 24.     | 15 lutego | 2001 | Lahti         | 15 km stylem klasycznym          | 39:26,0    | +2:16,6 | Per Elofsson          |
| 21.     | 17 lutego | 2001 | Lahti         | 2 × 10 km bieg łączony           | 47:15,5    | +1:14,7 | Per Elofsson          |
| 31.     | 21 lutego | 2003 | Val di Fiemme | 15 km stylem klasycznym          | 35:47,5    | +1:46,9 | Axel Teichmann        |
| 4.      | 25 lutego | 2003 | Val di Fiemme | Sztafeta 4 × 10 km               | 1:31:56,4  | +27,1   | Norwegia              |
| 7.      | 26 lutego | 2003 | Val di Fiemme | Sprint stylem dowolnym           | 3:12,1     | -       | Thobias Fredriksson   |
| 22.     | 17 lutego | 2005 | Oberstdorf    | 15 km stylem dowolnym            | 34:49,7    | +1:18,5 | Pietro Piller Cottrer |
| 1.      | 22 lutego | 2005 | Oberstdorf    | Sprint stylem klasycznym         | 2:32,1     | -       | -                     |
| 3.      | 24 lutego | 2005 | Oberstdorf    | Sztafeta 4 × 10 km               | 1:39:04,4  | +18,7   | Norwegia              |
| 8.      | 25 lutego | 2005 | Oberstdorf    | Sprint drużynowy stylem dowolnym | 14:08,6    | +48,8   | Norwegia              |
| 8.      | 22 lutego | 2007 | Sapporo       | Sprint stylem klasycznym         | 3:03,8     | -       | Jens Arne Svartedal   |
| 2.      | 23 lutego | 2007 | Sapporo       | Sprint drużynowy stylem dowolnym | 17:50,6    | +0,1    | Włochy                |
| 2.      | 2 marca   | 2007 | Sapporo       | Sztafeta 4 × 10 km               | 1:30:49,2  | +3,2    | Norwegia              |
| 19.     | 20 lutego | 2009 | Liberec       | 15 km stylem klasycznym          | 38:54,4    | +1:25,6 | Andrus Veerpalu       |
| 11.     | 24 lutego | 2009 | Liberec       | Sprint stylem dowolnym           | 3:00,8     | -       | Ola Vigen Hattestad   |
| 2.      | 27 lutego | 2009 | Liberec       | Sztafeta 4 × 10 km               | 1:41:50,6  | -       | Norwegia              |

### Mistrzostwa świata juniorów
| Miejsce | Dzień       | Rok  | Miejscowość         | Konkurs                 | Wynik     | Strata | Zwycięzca       |
| ------- | ----------- | ---- | ------------------- | ----------------------- | --------- | ------ | --------------- |
| 1.      | 27 stycznia | 2000 | Szczyrbskie Jezioro | Sztafeta 4 × 10 km      | 1:46:58,7 | -      | -               |
| 2.      | 30 stycznia | 2000 | Szczyrbskie Jezioro | 30 km stylem klasycznym | 1:36:37,5 | +25,7  | René Reisshauer |

### Puchar Świata

#### Miejsca w klasyfikacji generalnej
- sezon 1999/2000: 84.
- sezon 2000/2001: 100.
- sezon 2001/2002: 50.
- sezon 2002/2003: 20.
- sezon 2003/2004: 32.
- sezon 2004/2005: 15.
- sezon 2005/2006: 6.
- sezon 2006/2007: 23.
- sezon 2007/2008: 41.
- sezon 2008/2009: 17.
- sezon 2009/2010: 78.

#### Miejsca na podium chronologicznie
| Nr | Dzień        | Rok  | Miejscowość | Konkurencja              | Czas biegu | Pozycja | Strata | Zwycięzca           |
| -- | ------------ | ---- | ----------- | ------------------------ | ---------- | ------- | ------ | ------------------- |
| 1. | 30 listopada | 2002 | Ruka        | 15 km stylem klasycznym  | 38:21,4    | 1.      | -      | -                   |
| 2. | 20 listopada | 2004 | Gällivare   | 15 km stylem klasycznym  | 37:40,7    | 3.      | +37,3  | Axel Teichmann      |
| 3. | 28 listopada | 2004 | Ruka        | 15 km stylem klasycznym  | 37:33,2    | 2.      | +24,8  | Axel Teichmann      |
| 4. | 7 stycznia   | 2006 | Otepää      | 15 km stylem klasycznym  | 37:15,3    | 1.      | -      | -                   |
| 5. | 8 stycznia   | 2006 | Otepää      | Sprint stylem klasycznym | -          | 3.      | -      | Björn Lind          |
| 6. | 22 stycznia  | 2006 | Oberstdorf  | Sprint stylem klasycznym | -          | 3.      | -      | Odd-Bjørn Hjelmeset |
| 7. | 28 stycznia  | 2007 | Otepää      | Sprint stylem klasycznym | -          | 2.      | -      | Jens Arne Svartedal |